# آلفیا نازمودینووا
آلفیا نازمودینووا (به انگلیسی: Alfia Nazmutdinova)زادهٔ ۲۹ آوریل ۱۹۴۹ میلادی ژیمناست اهل کشور شوروی است.